# The Ride to Happiness
The Ride to Happiness by Tomorrowland in Plopsaland Belgium (De Panne, Westflandern, Belgien) ist eine Stahlachterbahn vom Modell Xtreme Spinning Coaster des Herstellers Mack Rides, die am 1. Juli 2021 in Betrieb ging. Sie ist nach Time Traveler in Silver Dollar City die zweite Auslieferung dieses Modells. Die offizielle Eröffnung fand am 22. Juli 2021 statt; in den drei Wochen davor konnten aber bereits Parkbesucher im Rahmen eines „Soft Opening“ – einer Art öffentlicher Testphase – mit der Achterbahn fahren und erhielten im Anschluss ein „Certificate of Happiness“.
Die Fahrt ist nach dem belgischen Musikfestival Tomorrowland thematisiert.
Die 15 Mio. Euro teure, 920 m lange Strecke erreicht eine Höhe von 33 m und besitzt fünf Inversionen: eine Heartline-Roll, eine Banana-Roll, einen Looping, eine Zero-g-Roll und einen Step-Up Under-Flip. Nach der Heartline-Roll werden die Züge per LSM-Abschuss auf 90 km/h beschleunigt. Zwischen der Zero-g-Roll und dem Step-Up Under-Flip werden die Züge dann nochmals per LSM beschleunigt.

## Züge
The Ride to Happiness besitzt zwei Züge mit jeweils vier Wagen. In jedem Wagen können vier Personen (zwei Reihen à zwei Personen) Platz nehmen.

## Auszeichnungen
Die Bahn wurde 2021 mit dem FKF-Award des Freundeskreis Kirmes und Freizeitparks in der Kategorie Achterbahn ausgezeichnet.

## Filme
- WELT Doku: ACHTERBAHN am LIMIT - Der extremste Roller Coaster Europas entsteht | WELT Doku auf YouTube, 28. September 2022, abgerufen am 10. Juni 2023.